# Пейцер, Каспар
Каспар Пейцер (Пейкер) (нем. Caspar Peucer, Kaspar Peuzer, Kaspar Peucer, Peucker; 6 января 1525, Баутцен — 25 сентября 1602, Дессау) — немецкий учёный, врач, астроном и математик, писатель. Педагог, профессор математики и медицины, ректор университета Виттенберга, лейб-медик Августа, курфюрста саксонского. Религиозный деятель.
Гуманист.

## Биография
Лужичанин по происхождению. Ученик и зять Ф. Меланхтона, сподвижника Лютера.
Наукой начал заниматься ещё обучаясь в Баутценской городской школе, где проявлял большие успехи. После был послан в гимназию Злоторыя. Учился там у В. Троцендорфа. В 1543 г. поступил в Виттенбергский университет, ректором которого в то время был К. Круцигер. Поселился в доме одного из самых известных профессоров университета, гуманиста и богослова Ф. Меланхтона, на дочери которого он женился в 1550 г.
В университете изучал, в основном, естественный науки под руководством Э. Рейнгольда, Я. Милиха и Г. фон Ретика. Посещал лекции по античной литературе, истории, философии и теологии.
В 1545 г. стал магистром семи свободных искусств.

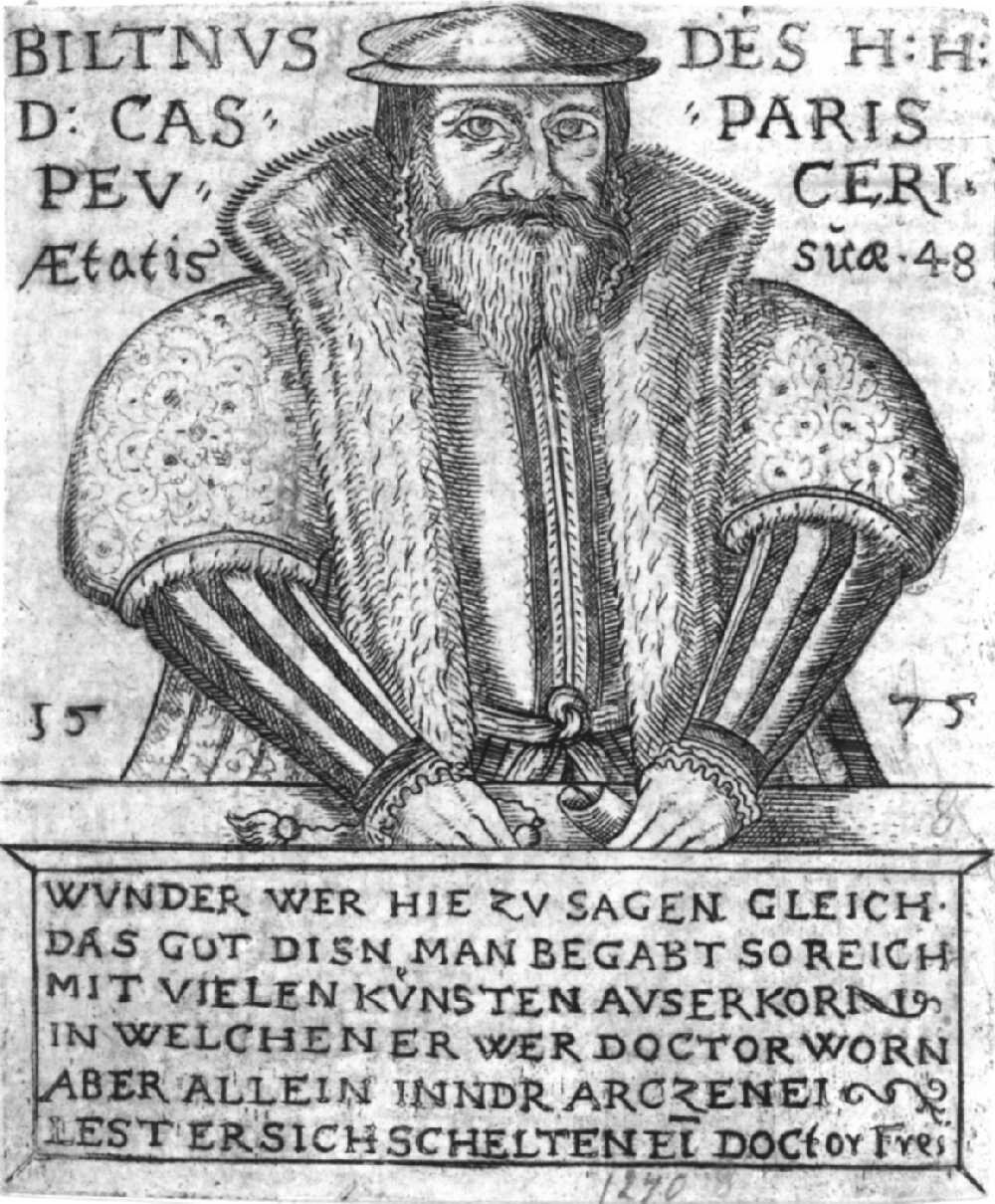
Каспар Пейцер на старинной гравюре

Мечтая получить ещё и медицинское образование, из-за Шмалькальденской войны, он в 1547 году перевёлся в университет во Франкфурт-на-Майне. Однако уже в следующем году, вернулся в Виттенберг, где стал преподавателем философии. В 1552 г. поступил в Лейпцигский университет, в котором изучал медицину. В том же году в Виттенберге получил академическую степень лиценциата медицины.
В 1554 году он стал профессором математики в университете Виттенберга, а в 1560 г. — профессором и доктором медицины на ведущем факультете Виттенбергского университета в этой области. До 1574 года несколько раз был деканом и ректором (1560).
Реформатор протестантской религии. В 1571 г. Пейцер участвовал в обработке и публикации нового Катехизиса в Виттенберге. Будучи религиозным и политическим лидером меланхтонистов, подвергался нападкам и критике ортодоксальных лютеран, считавших его криптокальвинистом.
С 1563 г. поддерживал постоянные контакты с Саксонским двором. Император Максимилиан II в 1566 г. возвёл его во дворянство.
В 1570 году стал личным врачом курфюрста Саксонии.
В связи с событиями Варфоломеевской ночи в 1572 г., после которой двор Саксонии поменял свою политику к кальвинизму и объявил их врагами общества, за приверженность к криптокальвинизму с 1574 по 1586 г. Пейцер находился в заключении в Рохлице и Лейпциге. Во время пребывания в тюрьме вёл хронологические записки, опубликованные после его смерти под названием«Chronicon Carionis», свидетельство того, в каких условиях находились тогда узники.
Кроме того, написал на латыни «Idyllium Patria», произведение прославляющее свою отчизну — Верхнюю Лужицу.
Пейцер — автор статей по геодезии (De Dimensione Terrae, 1550) и основам астрономии (Elementa doctrinae de circulis coelestibus, 1551).

## Избранные труды

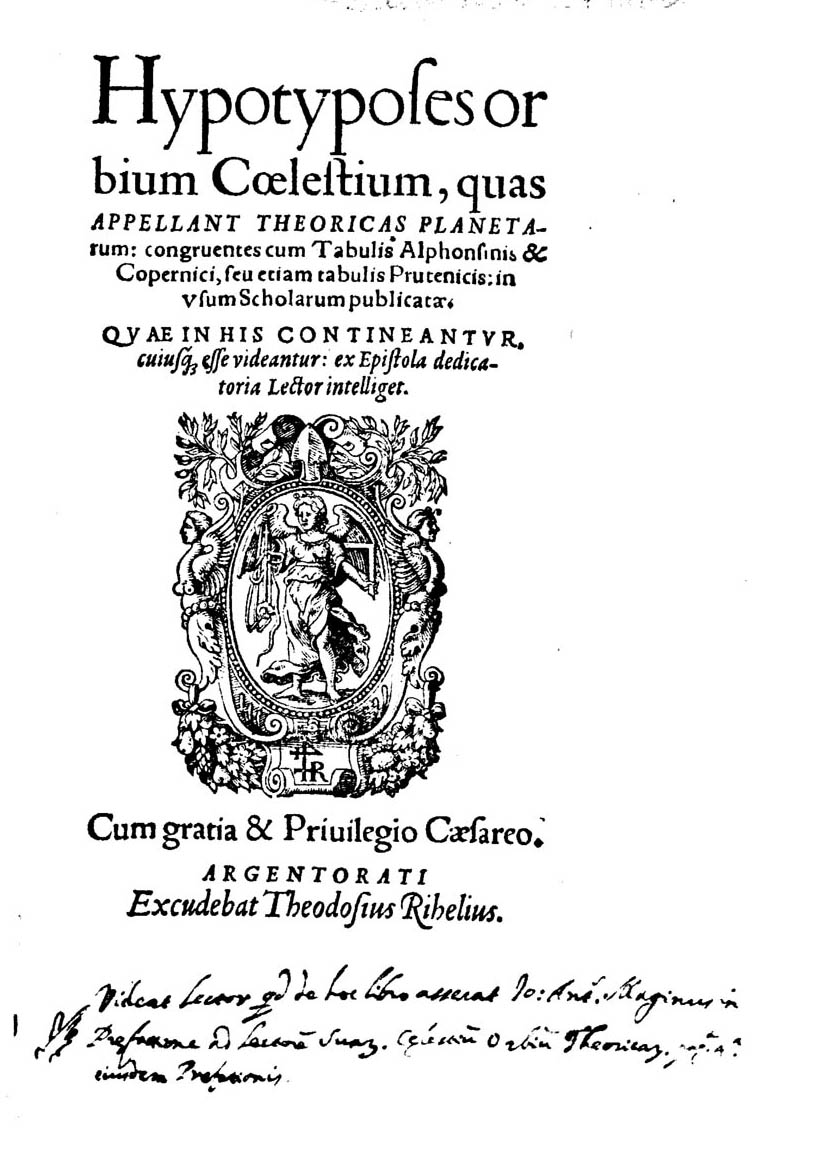
Hypotyposes orbium coelestium, 1568

- «Tractatus historicus de Ph. Melanchthonis sententia de controversia coenae Domini». (1553, 1596)[5].
- «Commentarius de proecipuis divinationum generibus» (Виттенберг, 1553)[5]
- «Elementa doctrinae de circulis coelestibus». (1551)[5]
- «Corpus Doctrinae Philippicum». (1560)[5]
- «Opera Melan». (1562—1565)[5]
- «Epistolae». (1565)[5]
- «Idyllion de Lusatia». (1583, 1594)[5].

Ему принадлежит издание писем Меланхтона (Виттенберг, 1565—1570). Закончил ряд работ, начатых Меланхтоном.